# Narce
Ne doit pas être confondu avec Narse.
Pour les articles homonymes, voir Narce (homonymie).
Narce était une cité, une colonie falisque du Latium située à 5 km au sud de Faléries, l'actuelle Civita Castellana. 

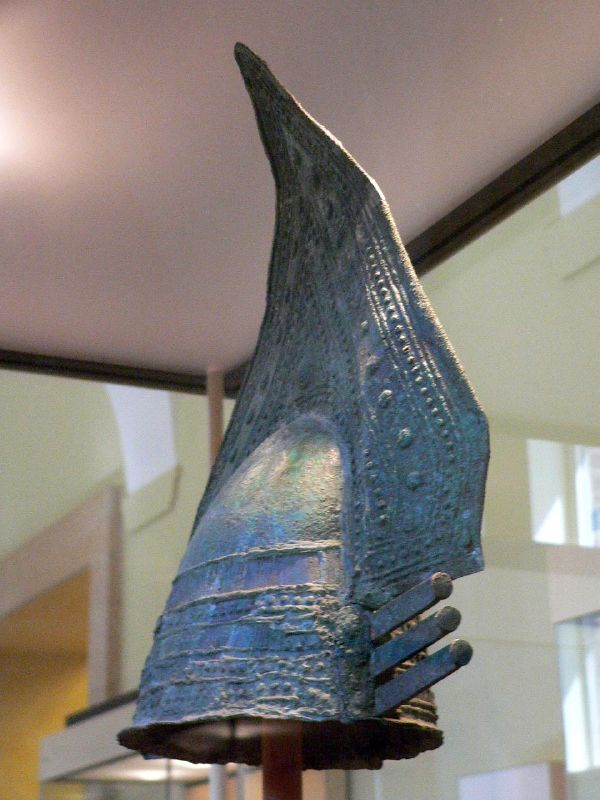
Casque de la « tombe du Guerrier » (University of Pennsylvania Museum of Archaeology and Anthropology

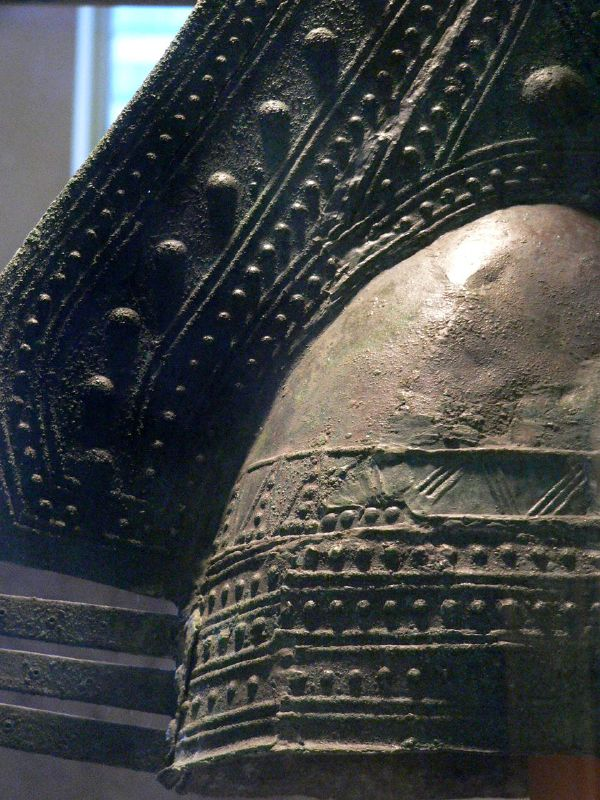
Détail du casque du Guerrier,University of Pennsylvania Museum of Archaeology and Anthropology

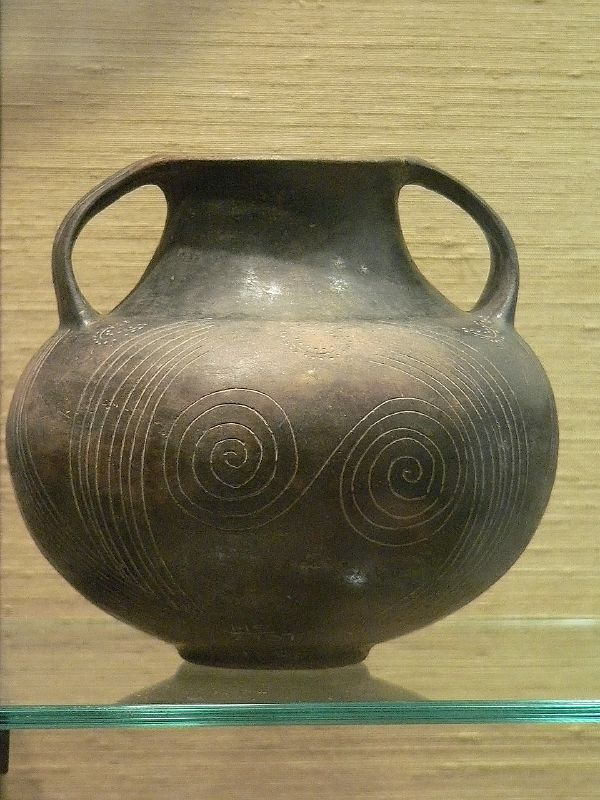
Amphore de la tombe n°2 de Narce,University of Pennsylvania Museum of Archaeology and Anthropology

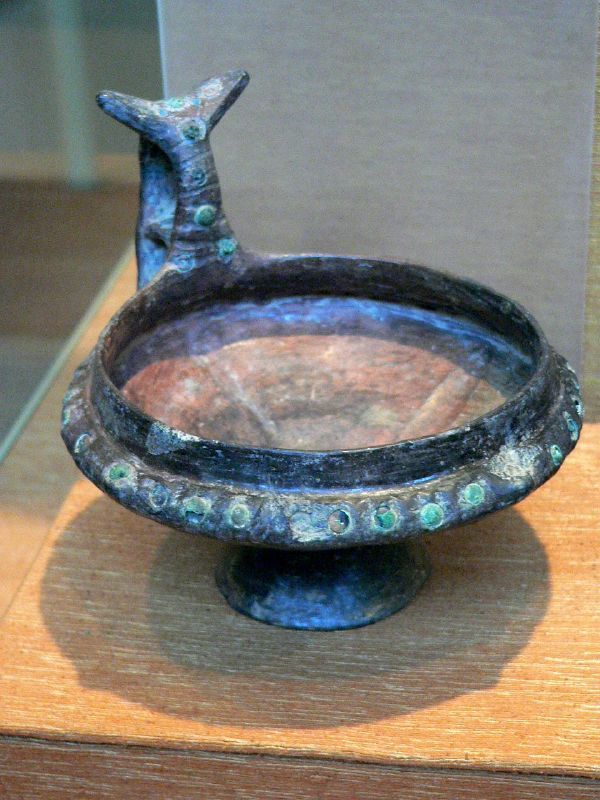
Plat falisque ,University of Pennsylvania Museum of Archaeology and Anthropology

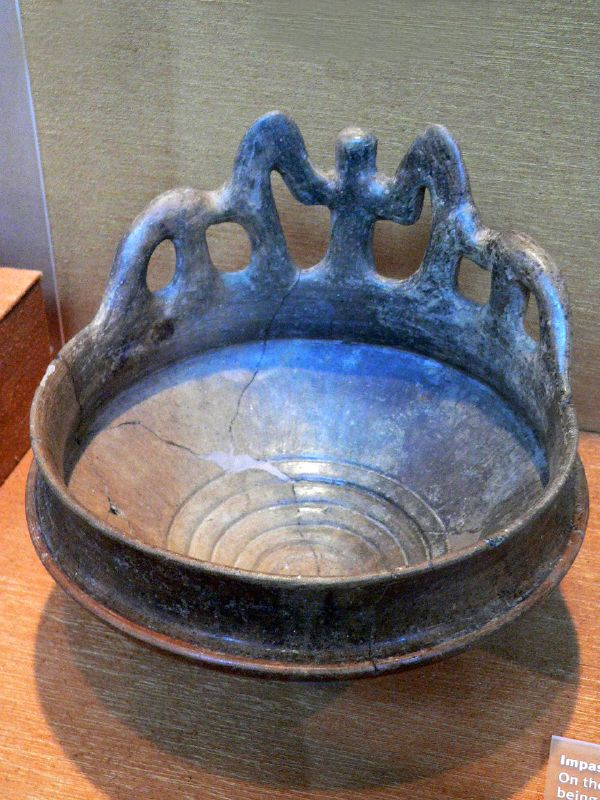
Plat falisque ,University of Pennsylvania Museum of Archaeology and Anthropology

## Histoire
Narce était déjà habitée au IIe millénaire av. J.-C. et l'a été probablement jusqu'au IIIe siècle av. J.-C. Ses habitants parlaient une langue italique liée au Latin. L'ancien nom de la colonie est incertain, mais elle peut avoir été appelée « Fescennium ».
La culture, la religion et l'histoire des Falisques sont similaires de celles des Étrusques car pendant toute son existence Narce a eu des échanges suivis avec les colonies étrusques. Les relations étaient particulièrement étroites avec la ville voisine étrusque de Véies. Finalement les deux civilisations ont subi le même sort en face de la conquête romaine.
Narce était le carrefour d'un important réseau routier qui lui permettait d'avoir facilement accès à Véies, Nepi, Faléries Veteres, Capena et autres localités voisines. Elle a probablement tiré sa prosperité comme centre d'échange et de ville étape.

## Topographie et habitation
Narce s'est développée sur trois collines de la vallée de la Treja entre Mazzano Romano et Calcata. Son nom est issu de celui de la colline de plus au nord, qui fut la première à être occupée. Les autres qui ont formé la colonie sont les  Monte Santi et Pizzo Piede.
Les habitants de Narce de l'âge du bronze vivaient le long de la rivière Treja dans les zones basses, sous les falaises de la ville. Les découvertes archéologique font penser qu'ils ont brûlé la végétation de la zone avant de construire des cabanes et de les entourer d'une palissade. Depuis le XIVe siècle av. J.-C. par le biais de la période Protovillanovienne(XIIe et XIe siècles av. J.-C.), les habitants cultivent des céréales et élèvent des porcs et des moutons pour la viande le lait et la laine. 
Au cours de cette période Narce a probablement servi comme point de repère pour les plus petits sites de l'arrière-pays environnant. Parmi les découvertes archéologiques, des perles de verre et des objets de ferronnerie indiquent que même à cette période Narce était traversée par des grandes voies commerciales.
Au cours de l'âge du fer IXe et VIIe siècles av. J.-C., la ville s'étend dans les zones plus élevées vers le Nord et le Sud. L'habitation plus récente sur la partie basses du site date du VIIe siècle av. J.-C. Cette zone basse a été utilisée exclusivement pour les sépultures de la seconde moitié de ce siècle. À cette époque, le noyau de la colonie était à Monte li Santi.
Le site a été occupé à nouveau lors des IVe et IIIe siècles av. J.-C., son point central, bien que les autres collines étaient aussi occupés, était alors le Pizzo Piede.), Lorsque les Romains annexèrent la région en 241 av. J.-C., la population de Narce est dispersée. Le site a été de nouveau occupé au cours des Ier et IIIe siècles.

## Fouilles
Le site a été découvert à la fin du XIXe siècle. Le compte rendu des premières fouilles de 1889 est publié en 1894. Ce sont 21 nécropoles qui ont été explorées. Celles-ci se situent majoritairement sur les crêtes vers l'Est, au Sud et à l'Ouest.
D'autres fouilles sont entreprises par Frothingham (1896), la Paille et Mengarelli (1897), del Drago (publié en 1902) et Mancinelli-Scott (1897).
Les tombes de Narce constituent les découvertes la plus importantes du site, dont les pièces archéologiques découvertes ont servi comme base de la collection du Musée National étrusque de la Villa Giulia à Rome. D'autres pièces ont été dispersées dans divers musées américains. Aucune loi italienne ne protégeant les pièces, un agent, Arthur Frothingham, se chargea de les sélectionner et de les faire suivre aux États-Unis.
De nombreuses pièces ont également pris le chemin de Florence, Paris, Copenhague et Berlin. L'University of Pennsylvania Museum of Archaeology and Anthropology a reçu l'échantillonnage le plus important et la plus représentatif des tombes.
Les nécropoles datent des VIIIe au VIe siècle av. J.-C., correspondant à la période de Villanova et à la période orientalisante. Elles représentent peut-être quatre ou cinq générations des habitants de Narce.
Les premières tombes étaient constituées d'un puits creusé avec une urne au fond contenant les restes incinérés du défunt. Par la suite avec la nouvelle tendance à l'inhumation, les  tombes à fosse deviennent plus populaires. La tradition voulait que divers objets soient enterrés avec les restes incinérés du défunt.
Les découvertes de Narce sont importantes parce que leur contexte original a été documenté et les groupements dans des tombes individuelles préservés. Ainsi les tombes peuvent être exploitées afin de déterminer le sexe et le statut social ou encore la profession du défunt, et peuvent fournir des informations sur le mode de vie de cette société.
Dans les sépultures masculines ont été trouvées des tasses ornementales, broches pour griller la viande, ceintures de bronze, armures, épées, lances, rasoirs et équipement de banquet. Dans celles féminines des tasses, assiettes, bols, fibules, bijoux et des équipements pour la filature. Des chars de guerre et des pièces de char ont été également trouvés, parfois avec des chevaux sacrifiés. 
Il a été mis en évidence que les sépultures de Narce contiennent des objets propres au sexe opposé à celui du défunt. Par exemple, la tombe 43, qui détenait les restes du « Guerrier de Narce », contenait également deux fusaioles et quatre broches de femme. Ceci peut indiquer qu'un rituel avait lieu lors des funérailles où un membre de la famille du sexe opposé offrait un cadeau symbolique au défunt.
Il existe également des preuves de sépultures d'enfants à Narce. Un sarcophage en pierre a été trouvé dans la tombe 102F dont la taille ne permettait de contenir qu'un petit enfant, en l'occurrence le corps d'une petite fille. L'enfant a été enterré avec des petits bijoux et des vases et des bols miniature, variantes en taille enfant du standard funéraire.
La quantité et la qualité des pièces archéologiques indiquent que les habitants de Narce, au cours de ces quatre ou cinq générations, étaient d'un niveau social assez aisé.

## Sources
- (en) Cet article est partiellement ou en totalité issu de l’article de Wikipédia en anglais intitulé « Narce » (voir la liste des auteurs).